# Pararge pallida
Pararge pallida är en fjärilsart som beskrevs av Tutt 1896. Pararge pallida ingår i släktet Pararge och familjen praktfjärilar. Inga underarter finns listade i Catalogue of Life.